# Take the Time
«Take the Time» es la tercera canción del álbum Images and Words hecho por la banda de Progressive metal, Dream Theater en 1992.
Cada miembro de la banda escribió una parte de la letra de la canción. Esta refleja sus sentimientos acerca del largo y frustrante periodo del principio de la historia de la banda en el cual buscaban un nuevo vocalista.
Mientras tocaban la canción para el álbum Once in a LIVEtime, después del solo de John Petrucci, la banda se detuvo y empezaron a tocar el solo de la canción de Lynyrd Skynyrd, Free Bird.

## Diferentes versiones
- Aparece en el CD Once in a LIVEtime
- También aparece en el DVD Images and Words: Live in Tokyo
- En el DVD Chaos in Motion 2007–2008 existe una versión de la canción.